# Lerkil
Lerkil est une localité de Suède située dans la commune de Kungsbacka du comté de Halland. Elle couvre une superficie de 1,39 km2. En 2010, elle compte 505 habitants.